# Sem Verbeek
Sem Verbeek (* 12. April 1994 in Amsterdam) ist ein niederländischer Tennisspieler.

## Karriere
Verbeek absolvierte von 2012 bis 2016 ein Studium an der University of the Pacific im Fach Sportmedizin. In dieser Zeit spielte er auch College Tennis und erreichte im Einzel die Top 50 der ITA-Rangliste.
Während seines Studiums spielte Verbeek auch Profiturniere. Erstmals 2015 beim Challenger-Turnier in Fairfield dank einer Wildcard. 2016 erreichte er im Doppel in Stockton bei seinem ersten Challenger im Doppel gleich das Halbfinale. Ab Ende seines Studiums Mitte 2016 spielte Verbeek regelmäßiger Turniere und trat dabei hauptsächlich bei drittklassigen Futures an. Erfolge stellten sich 2017 vor allem im Doppel ein. Hier gewann er bis Ende des Jahres 10 Titel bei Futures, während er im Einzel selten die erste Runde überstand. Das Jahr beendete er im Einzel auf Rang 885, im Doppel auf Rang 269 der Weltrangliste.
2018 kamen bislang weitere sieben Doppel-Titel hinzu. Darüber hinaus konnte er dank seines Rankings auch bei einigen Challengers antreten und dort in Winnipeg seinen ersten Titel auf diesem Niveau feiern. Im Finale bezwang er mit seinem Doppelpartner Marc-Andrea Hüsler die Brüder Marcel und Gerard Granollers. Seine beste Platzierung im Doppel erreichte er mit Platz 200 wenig später.

## Erfolge
| Legende (Anzahl der Siege) |
| Grand Slam (1)             |
| ATP Finals                 |
| ATP Tour Masters 1000      |
| ATP Tour 500 (1)           |
| ATP Tour 250 (1)           |
| ATP Challenger Tour (16)   |

| ATP-Titel nach Belag |
| Hartplatz (0)        |
| Sand (1)             |
| Rasen (2)            |

### Doppel

#### Turniersiege

##### ATP Tour
| Nr. | Datum          | Turnier | Belag | Partner         | Finalgegner             | Ergebnis |
| --- | -------------- | ------- | ----- | --------------- | ----------------------- | -------- |
| 1.  | 21. Juli 2024  | Newport | Rasen | André Göransson | Robert Cash JJ Tracy    | 6:3, 6:4 |
| 2.  | 20. April 2025 | München | Sand  | André Göransson | Kevin Krawietz Tim Pütz | 6:4, 6:4 |

##### ATP Challenger Tour
| Nr. | Datum             | Turnier         | Belag         | Partner            | Finalgegner                                  | Ergebnis           |
| --- | ----------------- | --------------- | ------------- | ------------------ | -------------------------------------------- | ------------------ |
| 1.  | 14. Juli 2018     | Winnipeg        | Hartplatz     | Marc-Andrea Hüsler | Marcel Granollers Gerard Granollers          | 6:75, 6:3, [14:12] |
| 2.  | 27. Juli 2019     | Granby          | Hartplatz     | André Göransson    | Li Zhe Hugo Nys                              | 6:2, 6:4           |
| 3.  | 7. September 2019 | Cassis          | Hartplatz     | André Göransson    | Sander Arends David Pel                      | 7:66, 4:6, [11:9]  |
| 4.  | 2. Februar 2020   | Burnie          | Hartplatz     | Harri Heliövaara   | Luca Margaroli Andrea Vavassori              | 7:65, 7:64         |
| 5.  | 13. März 2021     | St. Petersburg  | Hartplatz (i) | Jesper de Jong     | Konstantin Krawtschuk Denis Jewsejew         | 6:1, 3:6, [10:5]   |
| 6.  | 22. Mai 2021      | Oeiras (1)      | Sand          | Hunter Reese       | Sadio Doumbia Fabien Reboul                  | 4:6, 6:4, [10:7]   |
| 7.  | 2. Juli 2022      | Lüdenscheid     | Sand          | Robin Haase        | Fabian Fallert Hendrik Jebens                | 6:2, 5:7, [10:3]   |
| 8.  | 16. Juli 2022     | Amersfoort      | Sand          | Robin Haase        | Nicolás Barrientos Miguel Ángel Reyes Varela | 6:4, 3:6, [10:7]   |
| 9.  | 25. Februar 2023  | Rome            | Hartplatz (i) | Luke Johnson       | Gabriel Décamps Alex Rybakov                 | 6:2, 6:2           |
| 10. | 20. Mai 2023      | Oeiras (2)      | Sand          | Luke Johnson       | Jaime Faria Henrique Rocha                   | 6:76, 7:5, [10:6]  |
| 11. | 4. November 2023  | Charlottesville | Hartplatz (i) | John-Patrick Smith | Denis Kudla Thai-Son Kwiatkowski             | 3:6, 6:3, [10:5]   |
| 12. | 18. November 2023 | Champaign       | Hartplatz (i) | John-Patrick Smith | Lucas Horve Oliver Okonkwo                   | 6:2, 7:64          |
| 13. | 3. Februar 2024   | Koblenz         | Hartplatz (i) | Sander Arends      | Jakob Schnaitter Mark Wallner                | 6:4, 6:2           |
| 14. | 2. März 2024      | Teneriffa       | Hartplatz     | Sander Arends      | Marco Bortolotti Sergio Martos Gornés        | 6:4, 6:4           |
| 15. | 9. März 2024      | Lugano          | Hartplatz (i) | Sander Arends      | Constantin Frantzen Hendrik Jebens           | 6:79, 7:61, [10:8] |
| 16. | 3. August 2024    | Lexington       | Hartplatz     | André Göransson    | Yūta Shimizu James Trotter                   | 6:4, 6:3           |

#### Finalteilnahmen
| Nr. | Datum         | Turnier   | Belag     | Partner         | Finalgegner                       | Ergebnis          |
| --- | ------------- | --------- | --------- | --------------- | --------------------------------- | ----------------- |
| 1.  | 24. Juli 2021 | Los Cabos | Hartplatz | Hunter Reese    | Hans Hach Verdugo John Isner      | 7:5, 2:6, [4:10]  |
| 2.  | 28. Juli 2024 | Atlanta   | Hartplatz | André Göransson | Nathaniel Lammons Jackson Withrow | 6:4, 4:6, [10:12] |

### Mixed

#### Turniersiege
| Nr. | Datum         | Turnier   | Belag | Partner            | Finalgegner                 | Ergebnis   |
| --- | ------------- | --------- | ----- | ------------------ | --------------------------- | ---------- |
| 1.  | 10. Juli 2025 | Wimbledon | Rasen | Kateřina Siniaková | Joe Salisbury Luisa Stefani | 7:63, 7:63 |